# Desmophycidae
Organismos unicelulares de la superclase Dinoflagellata, Clase Dinophyceae. Presentan células móviles que están desprovistas de cíngulo. A menudo con una teca celulósica bivalva y dos flagelos casi isocontos, uno dirigido hacia adelante, mientras el otro tiende a enrollarse alrededor del polo anterior. 
- Datos: Q10886785